# SuperEnalotto
SuperEnalotto este o loterie care se joacă în Italia de la 3 decembrie 1997. Extragerile au loc marțea, joia și sâmbăta la 8:00 PM. Poturile sunt printre cele mai mari din lume.

## Istoric
'Enalotto' este o loterie italiană binecunoscută care s-a înființat în anii 1950.  În 1997, SISAL a modificat loteria 'Enalotto', ea devenind astfel SuperEnalotto.
Până la 30 iunie 2009, cele 6 numere principale câștigătoare erau formate din primul număr al extragerilor Lottomatica din orașele Bari, Florența, Milano, Napoli, Palermo & Roma (exact în acestă ordine). De la extragerea din Veneția se prelua numărul "Jolly". Dacă primul număr al unui oraș fusese folosit deja, atunci se lua în considerare al doilea număr - și tot așa. 
De la 1 iulie 2009 numerele sunt extrase în mod separat de către Lottomatica. Are loc așadar o singură extragere a 6 numere câștigătoare și a numărului "Jolly" și o a doua extragere separată a numărului "SuperStar".

## Cum se joacă
Prețul unei variante este 1 euro. Biletele costă 2 euro întrucât conțin 2 variante (numărul minim de variante care poate fi jucat).
Scopul jocului este de a ghici 6 numere dintr-un total de 90. Dacă un jucător le nimerește pe toate, atunci el/ea câștigă potul cel mare. Pe lângă acesta, mai există încă 5 categorii de premiere.
Numărul "Jolly" oferă o șansă în plus celor ce au nimerit 5 numere. Dacă cineva a nimerit și numărul "Jolly", persoana respectivă va primi un premiu mai mare de "5+1".  Numărul Jolly nu este luat în considerare în cadrul primei categorii de premiere. 
O persoană trebuie să nimerească minim 3 numere pentru a câștiga un premiu la SuperEnalotto. Șansele de câștig din cadrul fiecărei categorii sunt:
| Numere ghicite  | Șanse de câștig  |
| --------------- | ---------------- |
| 6               | 1 în 622.614.630 |
| 5+Numărul Jolly | 1 în 103.769.105 |
| 5               | 1 în 1.250.230   |
| 4               | 1 în 11,907      |
| 3               | 1 în 327         |

## Cele mai mari premii câștigate
După aproximativ 8 luni de reporturi, cel mai mare pot oferit vreodată în cadrul acestei loterii s-a ridicat la €177.800.000 ($247.943.104). Acesta a fost câștigat de o singură persoană la 30 octombrie 2010.

Al doilea premiu ca valoare din istoria acestei loterii italiene a fost câștigat, tot de o singură persoană, în data de 22 august 2009. Valoarea reportului era de €147.807.299 ($202.185.604) la acea dată.

Pe locul trei în topul celor mai mari premii la SuperEnalotto se situează câștigul de €100.756.197 ($137.824.402), atribuit la 23 octombrie 2008, tot unui singur jucător.

## Impozitarea câștigurilor
Începând cu 1 ianuarie 2012 premiile la SuperEnalotto mai mari de €500 sunt supuse impozitării. Impozitul de 6% este reținut la sursă, primii €500 din câștig fiind scutiți de această taxare.